# Mugge Kølpin
 Der er for få eller ingen kildehenvisninger i denne artikel, hvilket er et problem. Du kan hjælpe ved at angive troværdige kilder til de påstande, som fremføres i artiklen.

Mugge Kølpin (født Helen Gerd Hansen 17. april 1945) er en dansk modedesigner, designuddannet på Margrethe-Skolen i København. Hun blev den 19. december 1964 gift med teaterdirektør Jes Kølpin og er mor til balletdanser Alexander Kølpin.
I 1964 lavede hun sit firma, Mugge Kølpin Design, der ramte samme bølge som Margit Brandt – tøj til den ungdom, der dukkede op. Hun fik stor succes og designede til både italienske, amerikanske og australske fabrikker.